# Аккерманская конвенция
Аккерманская конвенция — соглашение между Россией и Турцией, заключённое 25 сентября (7 октября) 1826 года в Аккермане (ныне — Белгород-Днестровский). Со стороны России конвенцию подписали Михаил Семёнович Воронцов и А. И. Рибопьер, со стороны Турции — Мехмед Хади-эфенди и Ибрахим-эфенди.
5 (17) марта 1826 Николай I подписал ультимативную ноту (вручена турецкому правительству 29 марта [5 апреля], предлагавшую Турции выполнить условия Бухарестского мира относительно Сербии, вывести войска из Молдавского княжества и Валахии и выделить уполномоченных для заключения нового соглашения. 22 апреля [5 мая] турецкое правительство сообщило о принятии требований России и начале переговоров.
Аккерманская конвенция в основном подтверждала условия Бухарестского мирного договора. Турция признавала границу по Дунаю и переход к России Сухума, Редут-Кале и Анакрии. Турция обязалась в течение полутора лет выплатить по всем исковым требованиям русских подданных, предоставить русским подданным право беспрепятственной торговли на всей территории Турции, а русским торговым судам — право свободного плавания в турецких водах и по Дунаю. Гарантировалась автономия Дунайских княжеств и Сербии, господари Молдавии и Валахии должны были назначаться из местных бояр и не могли быть отстранены без согласия России.
Аккерманская конвенция явилась крупным успехом русской дипломатии. В то же время в Османской империи её заключение рассматривалось как временная уступка, вызванная военной слабостью Турции из-за уничтожения янычар летом 1826 года. 8 (20) декабря 1827 года султан Махмуд II объявил об аннулировании Аккерманской конвенции, что послужило одним из поводов к русско-турецкой войне 1828—1829. После окончания войны, основные положения Аккерманской конвенции в расширенном виде вошли в Адрианопольский мирный договор 1829 года.